# سطح (رمان)
«سطح» (انگلیسی: Surfacing) یک رمان از نویسنده کانادایی مارگارت اتوود است. این کتاب که دومین اثر مارگارت اتوود بوده و در سال ۱۹۷۱ توسط مک‌کلند و استوارت منتشر شده‌است. فیلم سطح در سال ۱۹۸۱ از این رمان اقتباس شده‌است. داستان اصلی این رمان دربارهٔ جدایی است.